# كلاوس روبرت مولير
كلاوس-روبرت مولر (بالإنجليزية: Klaus-Robert Müller)‏ (من مواليد عام 1964 في كارلسروه، ألمانيا) وهو عالم فيزيائي ألماني وعالم كمبيوتر، معظم أعماله في مجال تعلم الآلة وحاسوب العقل الوسيط.

## عمله
حصل كلاوس-روبرت مولر على دبلومه في الفيزياء الرياضية والدكتوراه في علوم الكمبيوتر النظرية من معهد كارلسروه للتكنولوجيا. بعد حصوله على درجة الدكتوراه ذهب إلى برلين كزميل في فراونهوفر فيرست حيث بدأ في بناء مجموعة تحليل البيانات الذكية (IDA).
من عام 1994 إلى عام 1995، كان زميل أبحاث في مختبر أماريس في جامعة طوكيو.
أصبح مولر في عام 1999 أستاذاً مشاركاً في علم الأدوية العصبية في جامعة بوتسدام، ثم حصل على الأستاذية في الشبكات العصبية وتحليل السلسلة الزمنية في عام 2003. ومنذ عام 2006، كان يشغل وقته في مجال تعلم الآلة في جامعة برلين للتكنولوجيا.
منذ عام 2012، كان يشغل منصب أستاذ متميز في جامعة كوريا في سول. شارك في تأسيسه وهو يشغل منصب مدير مركز برلين للبيانات الضخمة (BBDC) التابع للجامعة التقنية في برلين.

## أبحاثه
ساهم كلاوس-روبرت مولر على نطاق واسع في العديد من اهتمامات التعلم الآلي، بما في ذلك دعم آلات المتجهات وطرق النواة والشبكات العصبونية الإصطناعية. كان رائدًا في تطبيق طرق جديدة للتعرف على الأنماط في مجالات مثل حاسوب العقل الوسيط، باستخدامها للمرضى الذين يعانون من متلازمة المنحبس.
تشمل اهتماماته البحثية الحالية تطبيق تحليل السلاسل الزمنية وطرق التعلم الآلي على نطاقات مثل تحليل البيانات الطبية الحيوية (التفاعل بين الدماغ والحاسوب، وتحليل البيانات الجينومية، والتعدين الطبي للبيانات)، والمحاكاة الذروية والكيمياء الحاسوبية.

## الجوائز والتكريمات
تم انتخاب كلاوس-روبرت مولر زميلًا في الأكاديمية الألمانية للعلوم ليوبولدينا في عام 2012.
تم تكريم عمله بعدة جوائز، منها:
- 2014 جائزة برلين للعلوم 2014 من قبل رئيس بلدية برلين[9]
- 2014 منح مجلس الاتحاد الأوروبي للبحوث الموحدة [10]
- 1999 جائزة أوليمبوس للتعرف على الأنماط[11]